# دبرنه (استان بلاگووگراد)
دبرنه (به بلغاری: Debrene) یک منطقهٔ مسکونی در بلغارستان است که در ساندانسکی واقع شده‌است.